# Formula Rossa
A Formula Rossa egy 52 méter magas hullámvasút, mely a Ferrari World vidámparkban Abu-Dzabiban (Egyesült Arab Emírségek) található. Ez a világ leggyorsabb hullámvasútja 240 km/h csúcssebességével. Ezzel a projecttel a Ferrari az első olyan versenyautó-cég, amely megjelenik az élményparkok világában.
A hullámvasút hidraulikus kilövő szerkezetével 4,9 másodperc alatt éri el csúcssebességét, mely a repülőgép-hordozókon használatos gőzkatapult hatásával. A hullámvasút pályája 2,2 km hosszú, mellyel a világ 3. leghosszabb hullámvasútja.